# ラオスイワネズミ
ラオスイワネズミ（Laonastes aenigmamus）は、ネズミ目(齧歯目)ディアトミス科に属する齧歯類の1種。ラオス中部のカムムアン県に棲息し、現地での呼び名からカニョウ (kha-nyou) とも言われている。2005年に初めて現生種が発見された。
大きなドブネズミに似ているが、リスのような毛深く太い尾を持っている。頭蓋骨が極めて独特で、これは他の全ての現生哺乳類から区別できる特徴となっている。

## 初期の分類
2005年にロンドン自然史博物館の Paulina Jenkins らが初めて記載した種であるが、彼女たちはこの動物が現生のどの齧歯類とも似ていないと考え、新科Laonastidaeを設立した。翌年、Mary Dawson らは、このラオスイワネズミの分類について、「ラオスイワネズミは、1100万年前（中新世後期）に絶滅したと考えられてきた化石分類群のDiatomyidae科に属している。つまりラザロ分類群（いったん化石記録から消えたあと再出現する分類群）である」との反論を提出した。

## 新科かそれともラザロ分類群か？
ラオスイワネズミが発見された際には、Jenkinsら(2005) は、それが全く新しい科にあたると考えた。現生哺乳類の属内の新種ならば、leaf muntjac（ホエジカの1種）やサオラ（ベトナムレイヨウ Pseudoryx nghetinhensis）のように周期的に発見される。これに比べて、全くの新科となるとかなり珍しい。ラオスイワネズミのLaonastidae科の前に西側世界で発見されたのは、1974年のキティブタバナコウモリ（Craseonycteris thonglongyai）の発見によるブタバナコウモリ科（Craseonycteridae）となる。それ以外で20世紀に発見された新科は、限られた専門家だけが独自の科だと考えている新種ばかりである。すなわち、1918年発見のヨウスコウカワイルカ (Lipotes vexillifer、ヨウスコウカワイルカ科、Lipotidae）、1905年発見のカンガルーハムスター（Calomyscus bailwardi、カンガルーハムスター科、Calomyscidae）、1904年発見のゲルディモンキー（Callimico goeldii、ゲルディモンキー科、Callimiconidae）である。1992年に記載されたKalinowski's Mouse Opossum（Hyladelphys kalinowskii）はオポッサム科に属しているが、独自の科と考えることもある。これ以外全ての現生生物を含む哺乳類の科は19世紀までに発見されている。
Jenkins (2004)は、ラオスイワネズミの標本を齧歯類の化石と比較していなかった。Dawsonら(2006)が比較したところ、すでに記載済みで化石のみが知られていたディアトミス科 (Diatomyidae) に所属することが判明した。ディアトミス科は漸新世初期（およそ3250万年前）から中新世（およそ1100万年前）までの一連の化石が知られている。ラオスイワネズミの発見は、化石記録にディアトミス科の動物が見付からない1100万年間もの空白があることを意味するので、Dawsonら(2006) は、ディアトミス科をラザロ分類群であるとした。同様の長期間を経た哺乳類のラザロ分類群としては、唯一チロエオポッサム（Dromiciops gliroides）が知られており、これも最も新しくて中新世の堆積層からしか発見されないミクロビオテリウム科 (Microbiotheriidae) に属している。Mary Dawson は、ラオスイワネズミのことを「齧歯類のシーラカンス」と表現している。

## 語源
この動物の属名Laonastesは「石に住むもの」（ギリシャ語 λαας = laas '石' + ναστης = nastes '居住者'）という意味で、これは石灰岩の周辺にいることにちなむが、同時に発見された国とかけている（つまり「ラオスに住むもの」）。種小名aenigmamusは「謎のネズミ」（αινιγμα = aenigma '謎' + μυς = mus 'ネズミ'）という意味で、齧歯類の中の位置が不明であることを指している(Jenkins et al., 2004)。

## 発見
最初の標本は、1996年にタケーク（Thakhek）の市場で食用として売られていた。他3体は、1998年に村人からとフクロウの吐いたペリットの中にあったものとを手に入れた。研究者たちはこの遠征でさらに、まだ科学界が知らなかった齧歯類2種と食虫類1種を手に入れたが、齧歯類はコミミネズミ属（Leopoldamys）とネズミ亜科（Murinae、その後Saxatilomys属）、食虫類の方はチビオジムヌラ属（Hylomys）というところまでしか同定できなかった。
野生動物保護協会の研究者によるラオスの再調査では、さらに他の標本が見付かった。これによって、この動物はそれまで考えられていたほど稀なものではないらしいということが示唆された。
2006年6月13日、フロリダ州立大学名誉教授のDavid Redfieldと、タイの野生動物学者 Uthai Treesucon は、ラオスのDoy村でラオスイワネズミの生きた標本を捕獲し、写真と映像におさめたと発表した。
ベトナム科学技術アカデミーが発行する Journal of Biology の2012年第1号にNguyen Xuan Dangらにより、この種のベトナムでの初の発見(クアンビン省フォンニャ＝ケバン国立公園にて)を報じる論文が掲載された。

## 形態
太い柔毛を生やした尾があり、ドブネズミに似ている。体長26 cm、尾長14 cm、体重はおよそ400 g。Jenkinsら(2004)は、顎骨をヤマアラシ様（hystricognathous）だとしたが、Dawsonら(2006)はリス様（sciurognathous）だとしている。眼窩下孔は大きく、ヤマアラシ亜目の頬骨咬筋系（zygomasseteric system）と整合する。翼突窩は眼窩と接続しないため、ヤマアラシ様の齧歯類とは異なる。

## 生態
ラオスイワネズミはカルスト地形の石灰岩の地域で、中腹の巨石の周囲にのみ現れる。この地域の村人たちにはありふれた動物で、kha-nyouと呼んで、食用に捕獲している。夜行性だと推定されている。
主に草食性で葉、草、種子を食べている。昆虫も食べることがあるが、おそらく大量には食べない。雌は1度に1個体を産む。
とても大人しく、更地をゆっくり移動する。足を広げながらアヒルのようにヨチヨチ歩く。開けた面を移動するには向かないが、斜面で足がかりを探すのには向き、大きな岩を這い登るときには効率的と思われる。

### 新聞記事
- "Oddball Rodent" Found (in Plain View) Is Called New to Science
- Natural History Museum, London: news article including photos.
- CBC.ca Scientists discover new oddball rodent
- Carnegie Museum Press Release: "New family of mammal really living fossil" with images
- CNN: Rat-squirrel is back after 11-million-year absence
- Yahoo! News: "Rat-Squirrel Not Extinct After All"
- Associated Press Report on placing Laonastes in family Diatomyidae
- Environment News Service: "Rodent Discovered in Laos Defines New Family of Mammals" contains photos
- Retired Professor Captures A 'Living Fossil' -- Laotian Rock Rat Once Believed To Have Gone Extinct Florida State University (ScienceDaily) June 14, 2006